# Assenede
Assenede – miejscowość i gmina (gemeente) w Belgii, w Regionie Flamandzkim, w prowincji Flandria Wschodnia, w okręgu Eeklo.

## Podział administracyjny
W skład gminy wchodzą trzy dzielnice (deelgemeente):
- Bassevelde
- Boekhoute
- Oosteeklo

## Historia
Assenede jest jedną z najstarszych miejscowości we Flandrii; najwcześniejsza wzmianka o gminie pochodzi z X wieku.

## Demografia
- Źródła: NIS, od 1806 do 1981= według spisu; od 1990 liczba ludności w dniu 1 stycznia

1 stycznia 2024 całkowita populacja Assenede liczyła 14 650 osób. Łączna powierzchnia gminy wynosi 87,50 km², co daje gęstość zaludnienia 167 mieszkańców na km².